# Natalia Ojeda del Pozo
Natalia Ojeda del Pozo (Bilbao, 1972) es una psicóloga clínica, neuropsicóloga y académica española. Desde 2023, es presidenta de la Sociedad Internacional de Neuropsicología (INS), siendo la primera española en ocupar este cargo.

## Formación académica y trayectoria profesional
Se licenció en Psicología en la Universidad de Deusto (1990-1995). Entre 1995 y 1997 realizó formación clínica supervisada en la Universidad de Oxford y un postgrado en Neuropsicología Clínica y Técnicas de Neuroimagen en el Hospital Johns Hopkins. Desde 1999 desarrolla su actividad académica  en la Universidad de Deusto donde se doctoró en Psicología en el año 2000. 
En 2017 fue nombrada catedrática de Neuropsicología, y ha desempeñado diversos cargos de gestión en dicha universidad. Ha dirigido proyectos de investigación centrados en el deterioro cognitivo y enfermedades neurodegenerativas. Es autora de más de cien artículos científicos y una veintena de libros. 

## Cargos institucionales y actividad internacional
En 2023 fue elegida presidenta de la Sociedad Internacional de Neuropsicología (INS), siendo la primera persona de nacionalidad española en acceder a dicha responsabilidad.
Ojeda es miembro de número de la Real Academia de Medicina del País Vasco y de la Academia Hispanoamericana de Doctores. Forma parte del Comité Científico Asesor de la Federación Europea de Sociedades de Neuropsicología (FESN) y del Comité de Expertos de la Organización Mundial de la Salud.

## Contribuciones científicas y divulgación
Es autora e impulsora de los programas de rehabilitación neuropsicológica RehacoP y RehacoG, reconocidos por la Unión Europea como buenas prácticas clínicas.

Además de su labor investigadora, desarrolla una activa tarea de divulgación, colaborando con medios comunicación y participando en conferencias y charlas dirigidas al público general. En 2025 recibió el Premio Radio Bilbao a la Excelencia en Investigación.

## Premios y reconocimientos (selección)
- 2º Premio Internacional a la Calidad y Relevancia Científica, 7th World Congress of Biological Psychiatry, Berlín (2001).
- 1er Premio a mejor comunicación científica, Congreso Internacional de Asociación Mundial de Psiquiatría, Madrid (2001).
- Premio Amadeo Sánchez Blanqué a la mejor comunicación científica sobre Investigación Clínica en Psiquiatría, Sociedad Española de Psiquiatría Biológica, Sevilla (2006).
- Premio Nacional de Neuropsicología, Consorcio de Neuropsicología Español (2024).
- Premio Radio Bilbao a la Excelencia en Investigación (2025).[14]
- Premio Psikologia Sariak, Colegio Oficial de Psicólogos de Bizkaia (2025).[15]

## Libros publicados (selección)
- Natalia Ojeda del Pozo, et al. (2010). Neurocognición en esquizofrenia. Editorial Deusto. ISBN 9788498304817.
- Natalia Ojeda del Pozo (2012). Manual del terapeuta REHACOP. Deusto. ISBN 9788461597345.
- Natalia Ojeda del Pozo, et al. (2015). La predicción del diagnóstico de esquizofrenia. Editorial Médica. ISBN 9788498302424.
- Natalia Ojeda del Pozo (2016). REHACOG: Programa de Rehabilitación Neuropsicológica en Gerontología. Deusto. ISBN 9788460884279.
- Natalia Ojeda del Pozo (2018). Neuropsicología de la esquizofrenia. Sintesis. ISBN 9788491712398.